# محمد بن بدر الجاجرمي
محمد بن بدر (المعروف باسم جاجرمي)، كان شاعرًا فارسيًا من القرن الرابع عشر ومؤلفًا لمختارات من أصفهان، في إيران. لا يُعرف الكثير عن حياته، ولكنه كان ابن بدر الدين بن عمر الجاجرمي، وعمله الوحيد المتبقي هو مختارات من القصائد بعنوان مؤنس الأحرار في دقائق الأشعار.